# Ràdio Arrels

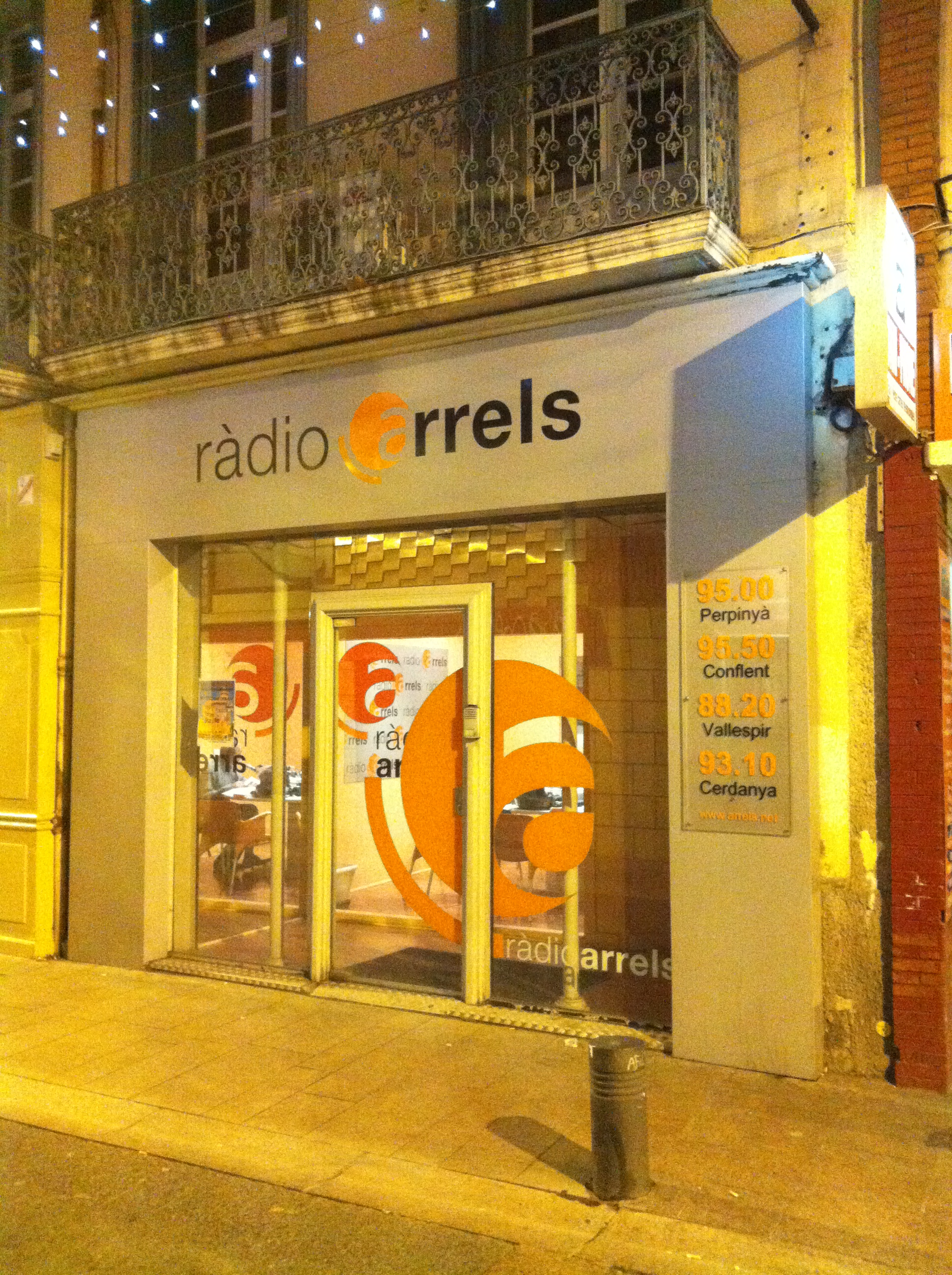
Ràdio Arrels à Perpignan.

 (4 novembre 2016).
Ràdio Arrels  est une radio en langue catalane des Pyrénées-Orientales, née au printemps des radios libres, en 1981.

## Historique
La station de radio associative Ràdio Arrels est créée à Perpignan en 1981. Elle choisit dès le début de ne s'exprimer qu'en catalan et de renoncer aux revenus publicitaires.
D’abord radio militante et associative de l’ Association Arrels, progressivement installée dans le paysage radiophonique catalan, elle s’est professionnalisée rapidement tout en maintenant ses valeurs: proximité, identité, terroir, catalanité, ouverture sur les autres pays catalans et le monde, le tout encadré par une programmation musicale éclectique.
En mars 2016, la radio signe un partenariat de coopération avec la station de radio publique Catalunya Ràdio, située en Catalogne, afin de mettre en place des émissions communes.

## Pédagogie
La radio se veut également pédagogique à plus d’un titre. 
Le catalan, langue véhiculaire à l’antenne, s'impose aux auditeurs comme aux intervenants, animateurs et invités. Ce qui favorise l’usage social du catalan.
Les jeunes générations et les nouveaux arrivants y trouvent un terrain d’expérimentation,  complémentaire à une découverte et à une réappropriation linguistique et culturelle à partir de l’école et de la culture vivante. 
Ràdio Arrels s’ouvre aux jeunes et aux scolaires, notamment aux élèves de l’école catalane éponyme, des filières bilingues des collèges et lycées, du Département de catalan de l’Université de Perpignan. 

## Ouverture
Entre deux agendas culturels et les nombreux rendez-vous avec l’information, la radio couvre presque tous les champs de la réalité sociale et quotidienne. Les sujets sont variés : du rugby avec l’émission du lundi soir “Entre els pals semalers”, à la poésie en passant par les tertulias quotidiennes sur l’actualité sociale, politique et économique, les billets d’humeur décalés, les rendez-vous musicaux hebdomadaires et ciblés, sardanes et habanères, qui font bon ménage avec le rock catalan et l’historique “nova canço catalana” avec des interprètes tels que Lluís Llach, Raimon, Maria del Mar Bonet et autres Jordi Barre. 
Forte de ses quatre fréquences renouvelées par le C.S.A. et d’un sondage Médiamétrie dont les résultats encourageants sont tombés à la fin de l’été, celle que l’on appelle “la veu de Catalunya Nord” explose aussi sur le net. La diaspora catalane aime à retrouver un lien sonore quotidien avec le pays et les jeunes catalans de Barcelone, de Valence et d’ailleurs se plaisent à écouter des chants et des musiques que la plupart des radios de Catalogne ont sacrifiés aux impératifs des Majors et du nivellement culturel et marchand. il n'y a pas de publicité sur cette radio.
Ràdio Arrels est adhérente à la FRANC-LR (Fédération des Radios Associatives Non Commerciales du Languedoc-Roussillon) et à l'ARRA (nouvelle fédération des radios associatives de la Région Occitanie / Pyrénées-Méditerranée) et à ce titre participe aux productions de programmes soutenues par la Région. 
Ràdio Arrels fonctionne au quotidien avec six salariés et une trentaine de collaborateurs bénévoles.
On l’écoute sur la bande FM en plaine du Roussillon: 95.00, en Conflent: 95.50, en Vallespir: 88.20 et en Cerdagne: 93.10. 

Médiamétrie crédite la radio de 6100 auditeurs quotidiens, près de 27000 hebdomadaires et 51000 mensuels occasionnels. Compte tenu du fait que la radio n’émet qu’en langue catalane, ces chiffres augurent d’un intérêt et d’un besoin réels pour une communication sociale et de proximité dans cette langue.

## Prix
1985: Prix «Banque Populaire» pour l'émission «La festa de la poma al Conflent»
1991: Premi d’Honor Jaume I (concedé per la Fundació Jaume I)
1993: Premi a la Normalització Lingüística (octroyé par l’A.D.A.C. de Girona)
1996: Creu de Sant Jordi
1997: Premi Gràfic (accordé par Grup d'Animació de festes i correfocs de La Jonquera)
2001: Medaille de la Fidelíssima Vila de Perpinyà
2002: Premi Nacional de Radiodifusió
2004: Premi Nacional Lluís Companys
2006: Guardo Nacional del CIEMEN
2006: Premi Canigó (concedé par la Universitat Catalana d’Estiu)
2011: Premi Joan Coromines (coctroyé par la Coordinadora d’Associacions per la Llengua)
2016: Premi Gabriel Alomar (Obra Cultural Balear)
2022: Premi Martí Gasulla (accordé par la Plataforma per la Llengua)

## Publicacions
1989: Édition de la vidéo « Catalunya Nord a l’abast »
1992: Publication du livre «Qui sem els catalans del nord»
1993: Édition du livre «Roda la bola» recueil de chroniques radiophoniques de l’écrivain Pere Verdaguer
2002: Édition du CD «Jacquot, com feiem abans ?» recueil de chroniques radiophoniques de Jaume Figuerola i Joan Lhéritier
2003: Édition du CD «Les veus de Catalunya Nord» présentation d'un éventail de chansons nord-catalanes en catalan
2005: Édition du CD « Veus poètiques de Catalunya Nord»
2006: Édition du CD « Gabriel Escarrà, poeta i pagès»
2007: Édition du CD « Entre tradició i modernitat» à l'occasion de la célèbration du 40ème anniversaire de la Federació Sardanista del Rosselló
2021: Édition du llibre « 40 anys d’Arrels, 40 anys d’un país»